# Junkers Jumo
Junkers Jumo war die Markenbezeichnung der vom Junkers Motorenbau bzw. von den Junkers Flugzeug- und Motorenwerken (JFM, ab 1936) hergestellten Otto- und Diesel-Flugmotoren, Strahltriebwerke und Zweitakt-Dieselmotoren für Nutzfahrzeuge.
Die Abkürzung Jumo setzt sich aus den Worten Junkers Motor zusammen.

## Jumo-Triebwerke

### Otto-Flugmotoren
- Junkers Jumo 210
- Junkers Jumo 211
- Junkers Jumo 212
- Junkers Jumo 213
- Junkers Jumo 214
- Junkers Jumo 221
- Junkers Jumo 222
- Junkers Jumo 225

### Diesel-Flugmotoren
- Junkers Jumo 204
- Junkers Jumo 205
- Junkers Jumo 206
- Junkers Jumo 207
- Junkers Jumo 208
- Junkers Jumo 209
- Junkers Jumo 218
- Junkers Jumo 223
- Junkers Jumo 224

### Strahltriebwerke
- Junkers Jumo 004
- Junkers Jumo 012
- Junkers Jumo 022